# Kanli
Kanli (in greco Κανλί?, romanizzato: Kanli; in turco Kanlıköy) è un villaggio di Cipro, 5 km a ovest di Gönyeli. Esso è situato de iure nel distretto di Nicosia di Cipro e de facto nel distretto di Lefkoşa di Cipro del Nord.
Nel 2011 Kanli aveva 232 abitanti.

## Geografia fisica
A causa del recente boom edilizio e della suburbanizzazione, il villaggio e il comune di Gönyeli si sono fusi insieme.

## Origini del nome
Kanlıköy significa "villaggio con sangue" e potrebbe anche significare "villaggio con una faida di sangue". Poiché il nome è turco, i turco-ciprioti hanno mantenuto il nome dopo il 1974 e non hanno adottato un nuovo nome. Il villaggio è abbastanza nuovo, molto probabilmente istituito negli ultimi decenni del periodo ottomano come çiftlik (fattoria). Non è stato elencato come villaggio fino al censimento britannico del 1946. La mappa di Kitchener del 1883 mostra una fattoria con tre o quattro edifici situata dove si trova l'attuale villaggio. Egli nota anche che la fattoria si chiamava Kanlı Mustafa Çiftliği. Quindi si può supporre con certezza che il nome del villaggio sia derivato dal soprannome del padrone di casa, Kanlı ("il sanguinario").

## Società

### Evoluzione demografica
Sin dal periodo britannico, Kanlıköy è stato abitato esclusivamente da turco-ciprioti. La popolazione dell'insediamento è aumentata costantemente da 87 abitanti nel 1946 a 101 nel 1960. Nessuno fu sfollato da questo insediamento durante le lotte intercomunitarie degli anni '60. Tuttavia, durante questo periodo, il villaggio servì come centro di accoglienza per molti sfollati turco-ciprioti che fuggirono dai villaggi vicini. Richard Patrick registrò 76 turco-ciprioti sfollati ancora residenti a Kanlıköy nel 1971. I turco-ciprioti sfollati provenivano principalmente da Dyo Potamoi/İkidere e dalla periferia di Nicosia.
Kanlıköy è attualmente abitata in gran parte dai suoi abitanti originali. Dal 1985, anche i turco-ciprioti provenienti da altre parti del nord, specialmente quelli che lavorano come impiegati pubblici a Nicosia, si sono stabiliti nel villaggio a causa della sua vicinanza alla capitale. Il censimento turco-cipriota del 2006 ha fissato la popolazione del villaggio a 207 abitanti.